# Ультрафіолетовий індекс

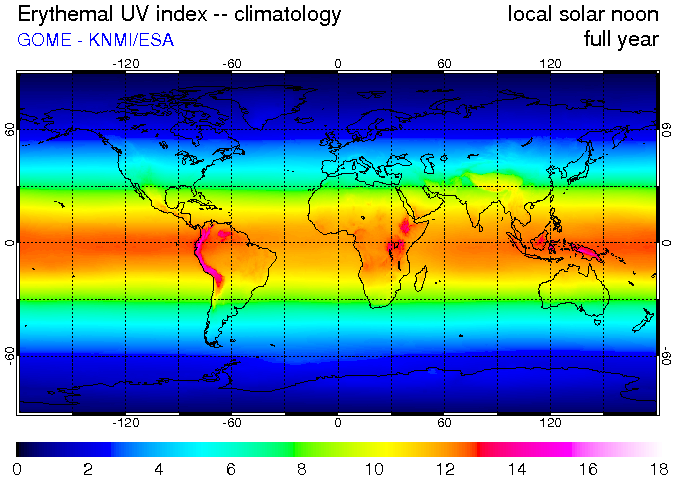
Середнє ультрафіолетове випромінювання опівдні 1996-2002 рр.

Ультрафіолетовий індекс, УФ-індекс, УФІ (англ. UV Index) — показник, що визначає рівень ультрафіолетового випромінювання (УФ-випромінювання) в
спектрі сонячного світла. УФ-індекс дозволяє оцінити небезпеку ультрафіолетового випромінювання Сонця для шкіри людини. Повідомлення про рівень УФ-індексу, є засобом попередження населення про небезпеку від УФ-випромінювання і про необхідність використовувати сонцезахисні засоби .
Значення УФ-індексу в межах 0...2 вказує на безпечний рівень ультрафіолетового опромінення, за якого можна необмежений час перебувати поза приміщенням, а скажімо, показник 7 — на те, що на осонні, сонячні опіки можуть з'явитися на тілі, вже за 20 хвилин. УФ-індекс 8 і вище — свідчить про високу небезпеку, коли бажано залишатися в приміщенні, а на вулиці треба використовувати засоби захисту від сонця або (і) перебувати в тіні.
Озоновий шар утримує більшу частину шкідливих ультрафіолетових променів, що містяться в сонячному світлі. Та частина випромінювання, яка все ж досягає поверхні Землі, спонукає пігментні клітини (меланоцити) в епідермісі людини, до утворення коричневого пігменту. Це перешкоджає проникненню променів в глибокі шари шкіри і є природним захистом. Дієвість меланоцитів кожної людини визначається генетично. У якусь мить доза ультрафіолетового випромінювання стає занадто високою. Внаслідок цього, виникає запальна реакція шкіри – сонячний опік. Щоб уникнути його потрібно захистити шкіру завчасно.

## Опис

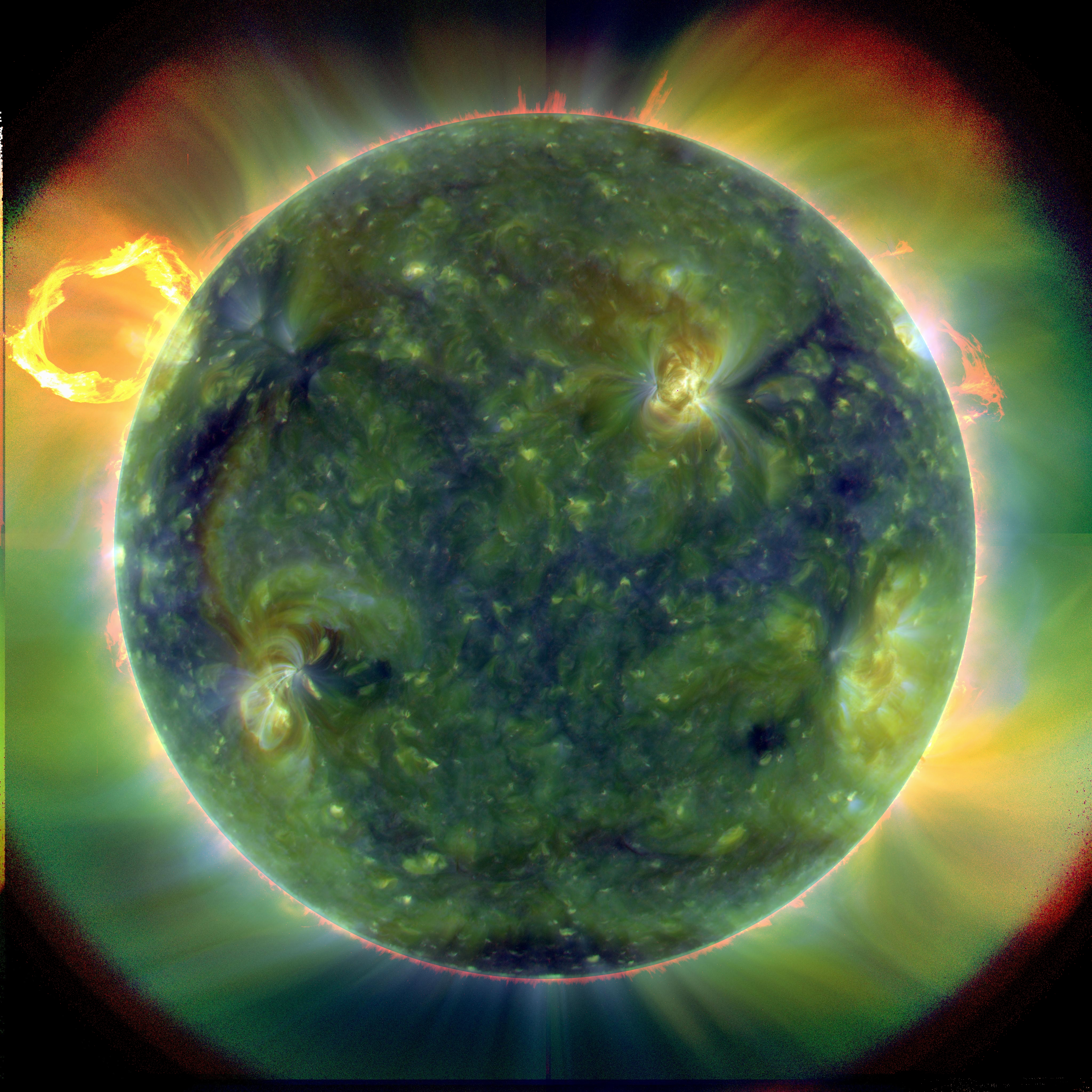
Ультрафіолетове випромінювання Сонця

Ультрафіолетовий індекс розроблений Всесвітньою організацією охорони здоров'я, Програмою ООН з навколишнього середовища і Всесвітньою метеорологічною організацією. Він визначає небезпеку ультрафіолетового випромінювання Сонця для шкіри людини. Це випромінювання може викликати опіки, а також збільшує ризик онкологічних захворювань шкіри, передусім у людей зі світлою шкірою.
Рівень ультрафіолетового випромінювання залежить від географічної широти. Наприклад, УФ-індекс у Сінгапурі дорівнює 13 в березні-квітні і 10 — у грудні  . В одному і тому ж місці, його рівень відмінний в різні сезони і залежить від часу доби. Сплеск сонячного ультрафіолету спостерігається зазвичай з 10 до 16 години.
Рівень УФ випромінювання залежить від товщини повітря, крізь яке проходять сонячні промені. Він вище в полуденний час і нижче — вранці і ввечері, найменший рівень — відразу після сходу і безпосередньо перед заходом Сонця. Близько 60 % добової дози ультрафіолету, припадає на проміжок між 10 і 14 годинами. Чистий сніг відбиває до 80 % падаючого на нього ультрафіолету. Близько 90 % ультрафіолету проходить крізь легку хмарність. Люди в приміщенні отримують 10–20 % від дози ультрафіолету, яку вони б отримали, перебуваючи поза приміщенням. Люди, які перебувають поза приміщенням в тіні — близько 50 % того, що отримують перебуваючи під прямими сонячними променями.
Шкала УФ-індексу має розбіг від 0 до 13, де нуль означає повністю безпечний рівень ультрафіолетового випромінювання, а рівні 11 і вище означають дуже високу небезпеку для людини. У гірській місцевості на кожні 300 метрів висоти, кількість УФ випромінювання збільшується на 4 %. УФ-індекс, відповідає рівню сонячного ультрафіолетового випромінювання між 12-ю та 14-ю годинами.
У багатьох країнах, зокрема й в Україні, УФ-індекс повідомляється в прогнозах погоди, переважно, в літні місяці.
| УФ-індекс | Кольорове позначення   | Ризик для дорослої людини | Рекомендації |
| --------- | ---------------------- | ------------------------- | --- |
| 0-2       | Зелений — PMS 375      | низький                   | Для більшості людей немає небезпеки поза приміщеннями. |
| 3-5       | Жовтий — PMS 102       | помірний                  | У полуденний час бажано перебувати у приміщенні, а поза приміщенням — потрібно використовувати сонцезахисний одяг, капелюх з широкими полями і сонцезахисні (УФ-захисні) окуляри, відкриту шкіру можна захистити кремом SPF (англ. Sun Protection Factor) 30+ |
| 6-7       | Помаранчевий — PMS 151 | високий                   | Обов'язково використовуйте сонцезахисні засоби, уникайте перебування під сонячними променями з 10-ї до 16-ї години. |
| 8-10      | Червоний — PMS 032     | дуже високий              | Обов'язково використовуйте сонцезахисні засоби, уникайте перебування під сонячними променями з 10 до 16 години. |
| 11+       | Фіолетовий — PMS 265   | надмірний                 | Обов'язково застосовуйте сонцезахисні засоби, крем не менше SPF 50+, уникайте перебування під сонячними променями. |

## Значення для здоров'я населення
Ультрафіолетове випромінювання в невеликих дозах корисно для людини — під впливом ультрафіолету в шкірі утворюються вітамін D (попереджає рахіт, покращує роботу імунної системи, бере участь в регулюванні кров'яного тиску), меланін (захищає шкіру та покращує її пружність) і серотонін («гормон настрою»). Однак надмірне ультрафіолетове опромінення, особливо УФ-променями діапазонів B і C, небезпечно для очей і шкіри через опіки і ризик розвитку раку шкіри і меланоми   . Особливо небезпечний та шкідливий вплив ультрафіолету, на дітей .
Оповіщення населення про небезпеку рясного сонячного світла і надмірного ультрафіолетового опромінення, повідомлення УФ-індексу через ЗМІ, туроператорів і по інших каналах інформування, допомагає людям дізнатися про ризик, сприяє використанню населенням сонцезахисних засобів, що зрештою дозволяє знизити ризик виникнення онкологічних захворювань і, в підсумку, знизити навантаження на систему охорони здоров'я та витрати на медичну допомогу. Міжнародний проєкт ІНТЕРСАН, призначено для поширення відомостей про шкоду сонячного й штучного ультрафіолету та про способи зробити сонячні ванни і засмагу в соляріях, безпечними (англ. INTERSUN   .
Уникаючи зайвого опромінення людей ультрафіолетом, можна запобігти до 4/5 випадків раку шкіри  .